# 빅 씨 (드라마)

빅 씨(The Big C)는 2010년 8월 16일부터 2013년 5월 20일까지 쇼타임에서 방영된 드라마이다.